# Отруйник укорінливий
Отруйник укорінливий (Toxicodendron radicans), відомий на американському континенті як отруйний плющ (англ. poison ivy) — це вид квіткових рослин роду отруйник родини фісташкових (Anacardiaceae). Він має численні підтаксони та утворює як ліани, так і чагарники.
Вид зустрічається в Північній Америці. Хоча тварини можуть споживати листя, а птахи – насіння, без жодних ознак якоїсь шкоди T. radicans широко вважається шкідливим бур'яном, небезпечним для оточуючих. При контактіівін викликає у більшості людей, які до нього торкаються, контактний дерматит, викликаний урушіолом, що проявляється у подразненні, сверблячці та іноді призводить до болючого висипу, якого важко позбутись.

## Опис
Відомі численні підвиди та/або різновиди T. radicans. Їх можна знайти в будь-якій з наступних форм, усі з яких мають дерев'янисті стебла:
- як ліана, що спинається на деревах або інші опори
- як чагарник до 1,2 метра (3,9 фута) заввишки
- як повзуча (полягаюча) ліана довжиною 10—25 сантиметрів (4—10 дюймів) .

Листя Т. radicans трійчасте з трьома мигдалеподібними листочками, восени опадає. Колір листя варіюється від світло-зеленого (зазвичай молоде листя) до темно-зеленого (зріле листя), восени стає яскраво-червоним; також інші джерела стверджують, що листя червонувате під час розростання, зеленіє в зрілому віці, а потім восени знову стає червоним, помаранчевим або жовтим. Листочки у зрілої рослини дещо блискучі. Листочки 3—12 см (1,2—4,7 дюйм) завдовжки, рідко до 30 см (12 дюйм). Кожен листочок має кілька або взагалі не має зубців по краю, а поверхня листка гладка. Листяні скупчення на лозі розташовані почергово; рослина не має колючок. Ліани, що спинаються по стовбурах дерев, міцно прикріплюються за допомогою численних повітряних корінців. Ліана розвиває придаткове коріння, або рослина могла поширюватися кореневищами, про що і свідчить його видова назва. Молочний сік отруйника темніє після контакту з повітрям.
T. radicans поширюється вегетативно або статевим шляхом. Отруйник укорінливий — дводомна рослина; цвіте від травня до липень. Жовтуваті або зеленувато-білі квіти зазвичай непомітні та розташовані в суцвіттях до 8 см (3 дюйм) над листям. Ягодоподібний плід, кістянка, дозріває від серпня до листопаду і має сірувато-білий колір.

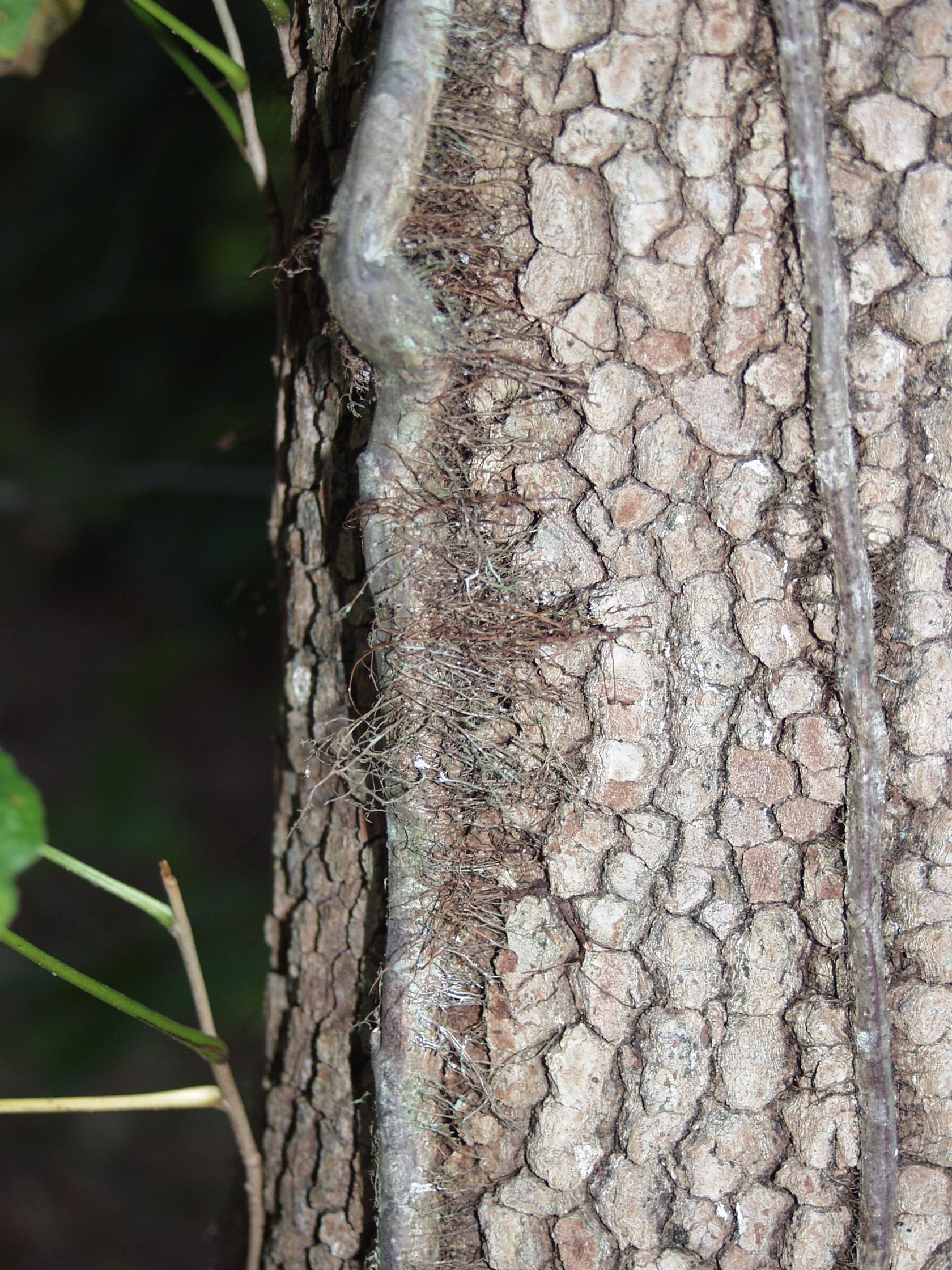
Повзуче стебло T. radicans з типовими червонуватими «волосками»
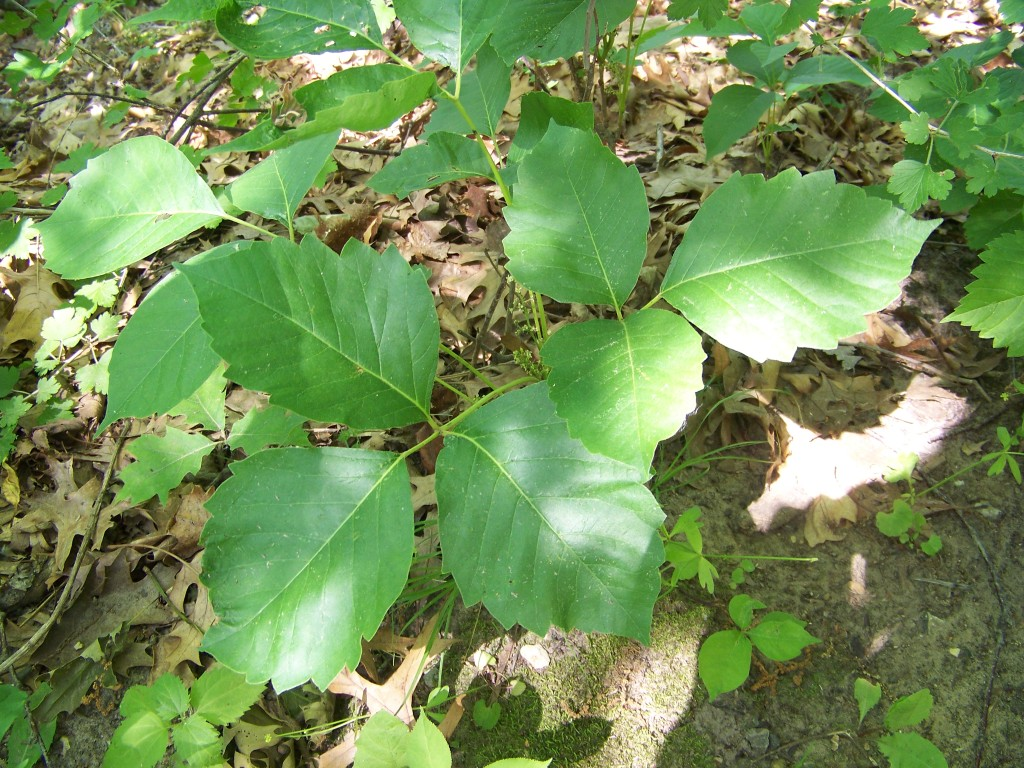
T. radicans в окрузі Тремпело, штат Вісконсин
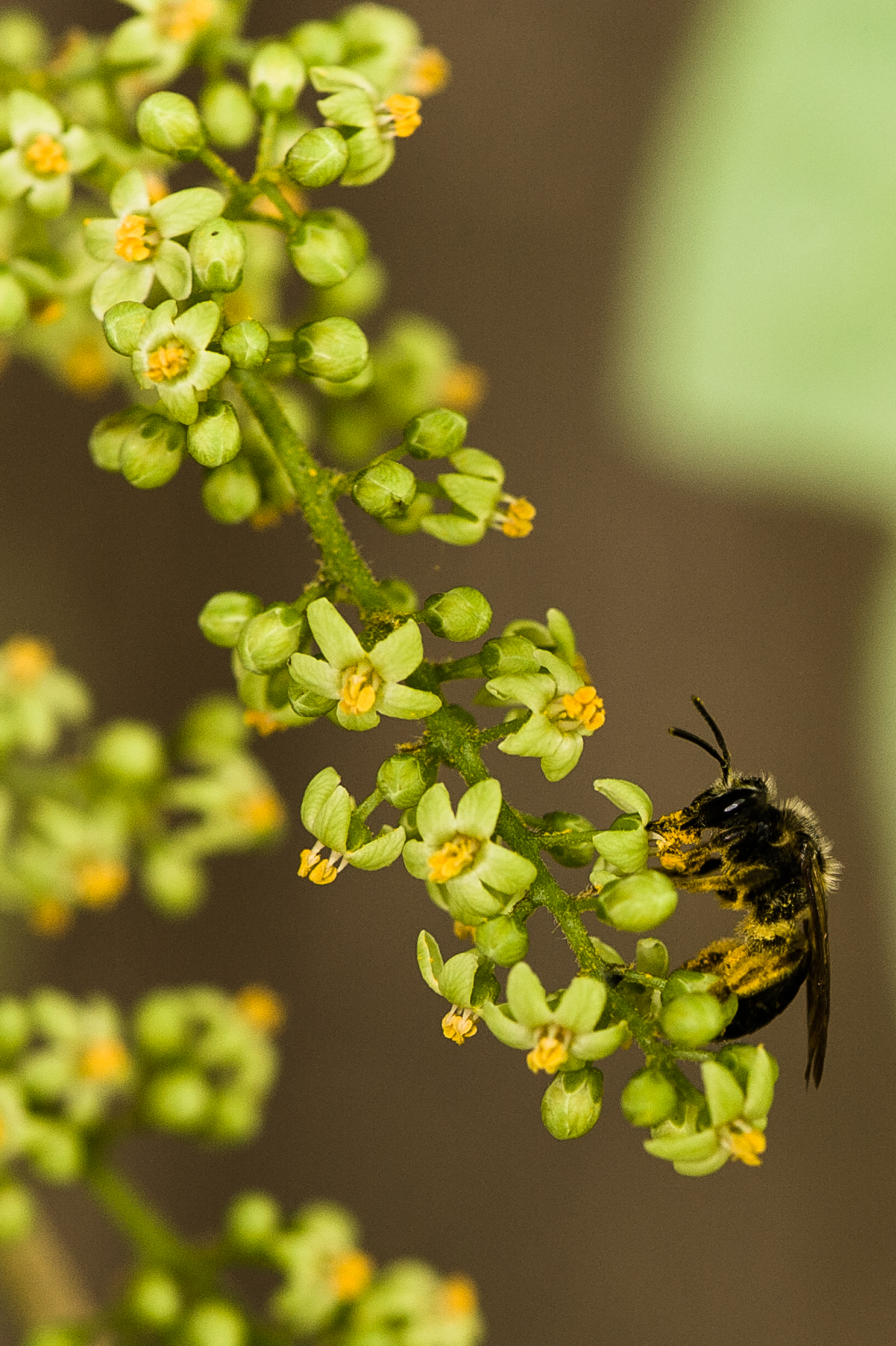
Деталь квітки з бджолою
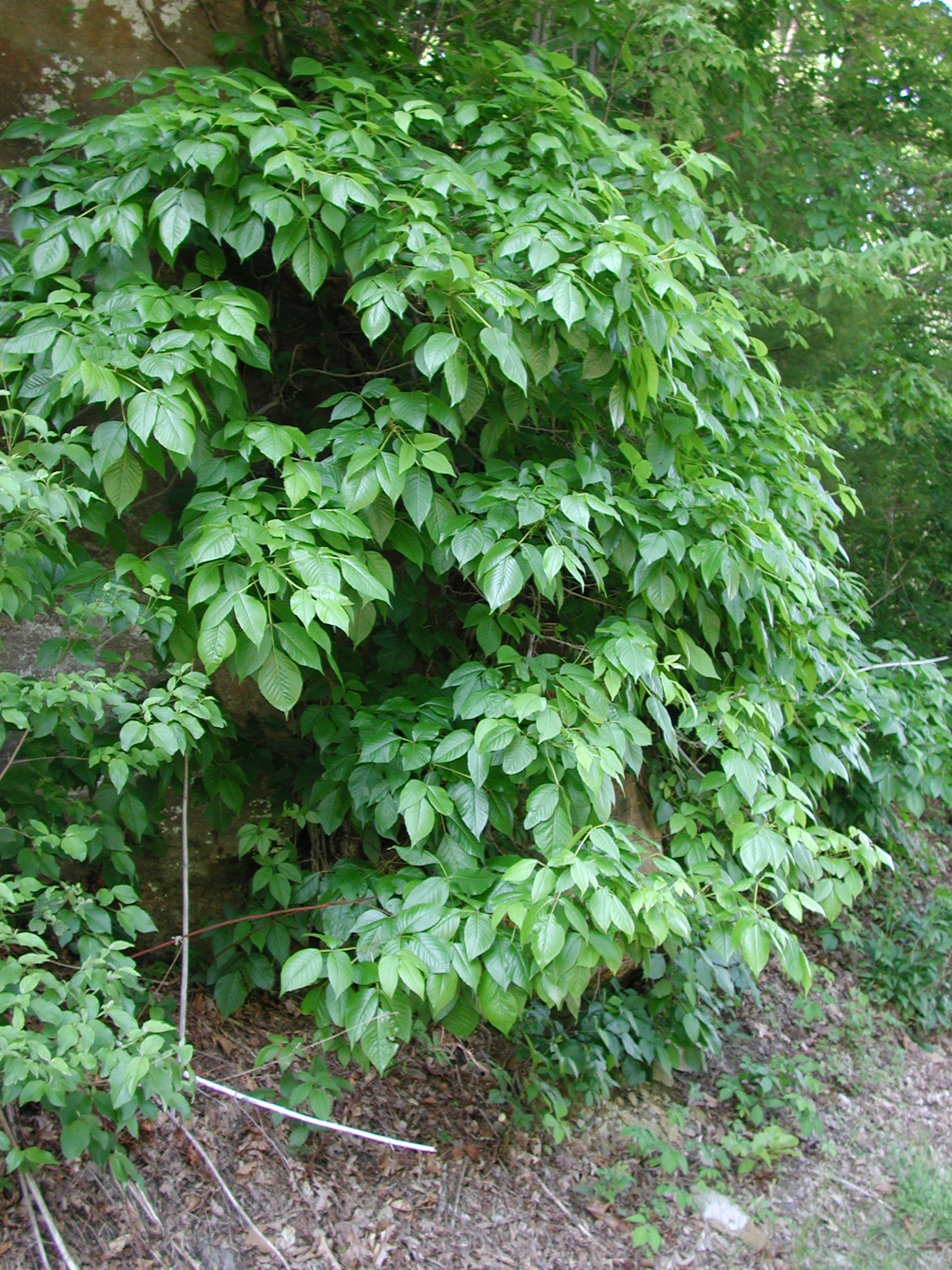
Отруйник укорінливий на узбіччі дороги
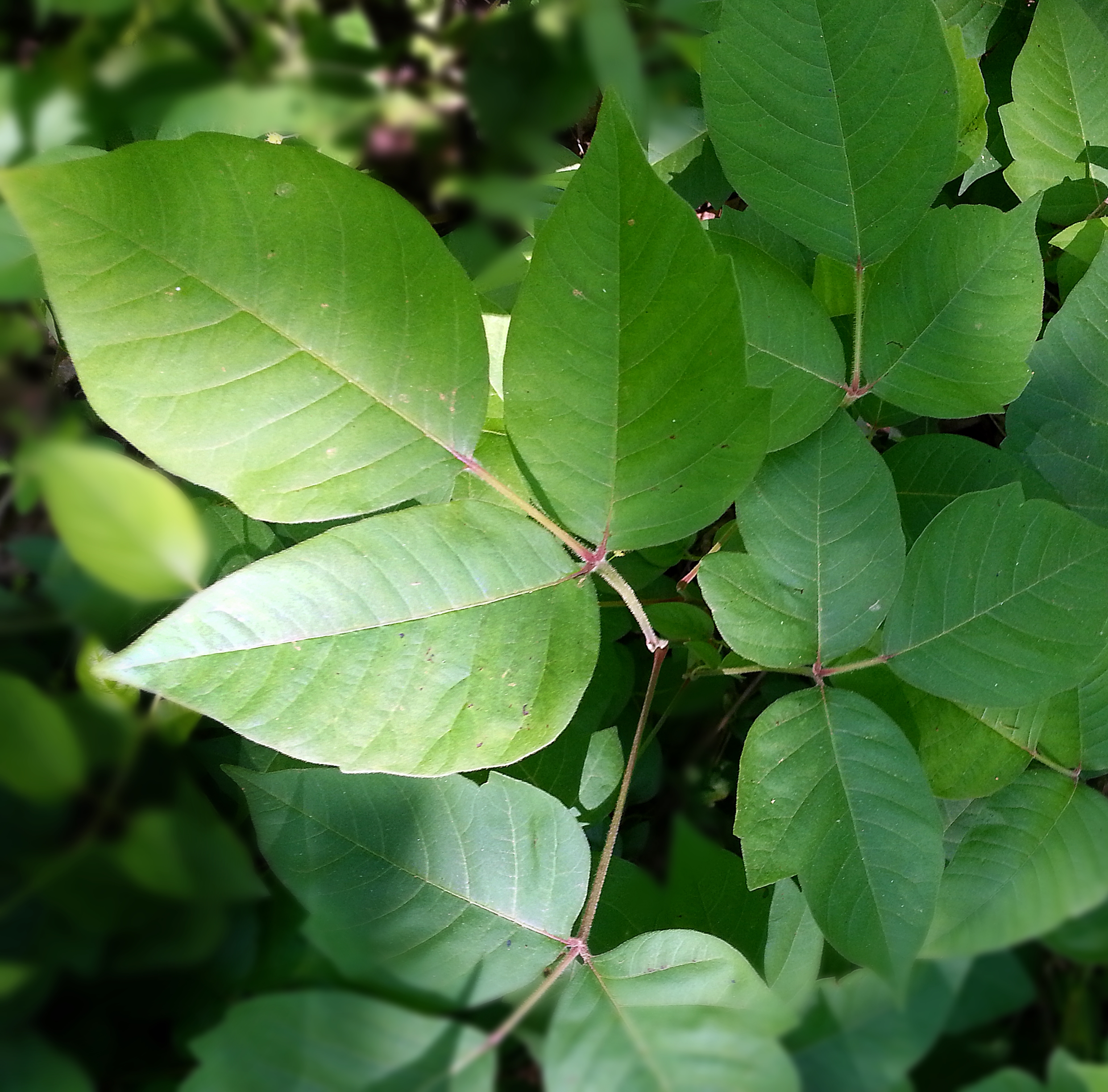
Листя на одній рослині може бути і цілокраїм або виїмчастим.
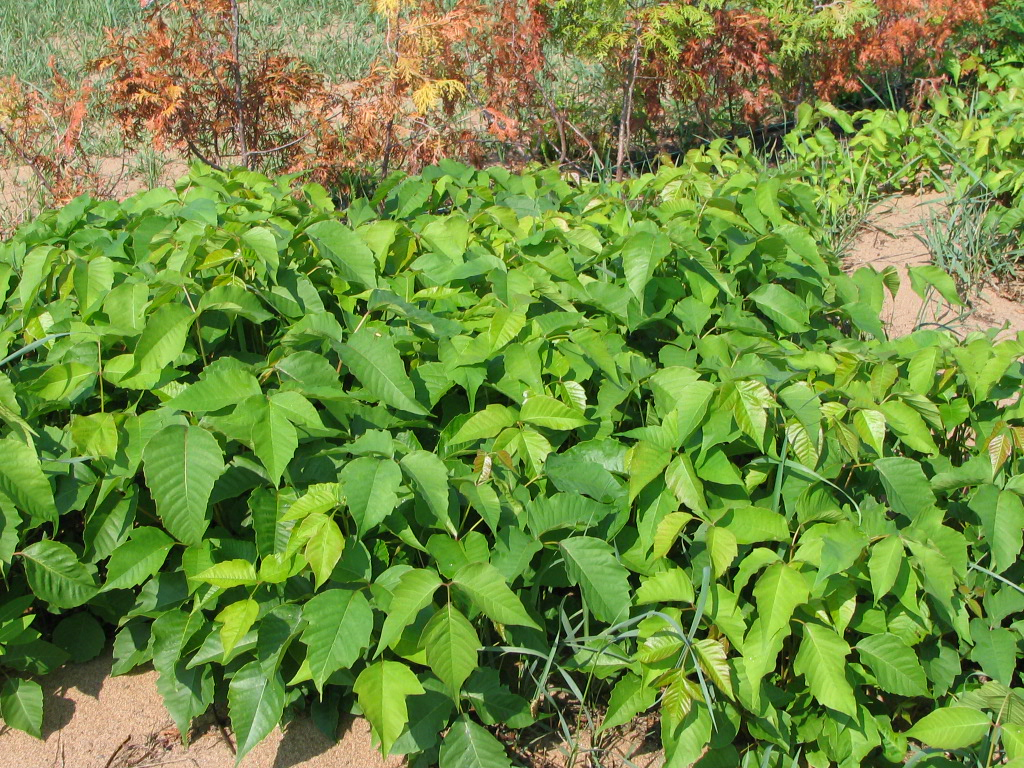
У Батіскані, Квебек, Канада

### Ідентифікація
За цими чотирма ознаками можна впевнено ідентифікації отруйника укорінливого в більшості випадків: (a) складний листок з трьома листочками, (b) почергове розташування листя, (c) відсутність колючок та (d) кожен складний листок з трьома листочками росте на власному стеблі, яке з'єднується з основною лозою, середнє стебло довше.  Зовнішній вигляд отруйного плюща може сильно відрізнятися залежно від середовища та навіть на великій території. Ідентифікація досвідченими людьми часто ускладнюється пошкодженням листя, безлистим станом рослини взимку та незвичайними формами росту через екологічні або генетичні фактори. Різні мнемонічні рими описують характерний вигляд отруйного плюща:
1. «Leaves of three, let it be» (листок по три – не бери!) – найвідоміший і найкорисніший застережливий віршик. Це стосується як "отруйного дуба", так і "отруйного плюща". Однак, деякі інші нешкідливі рослини мають подібне трійчасте листя. [6]
2. «Hairy vine, no friend of mine» («з корінцями лоза – то не друг, а гроза») [7]
3. «Berries white, run in fright» («ягоди білі – втікай щосили»)[7]

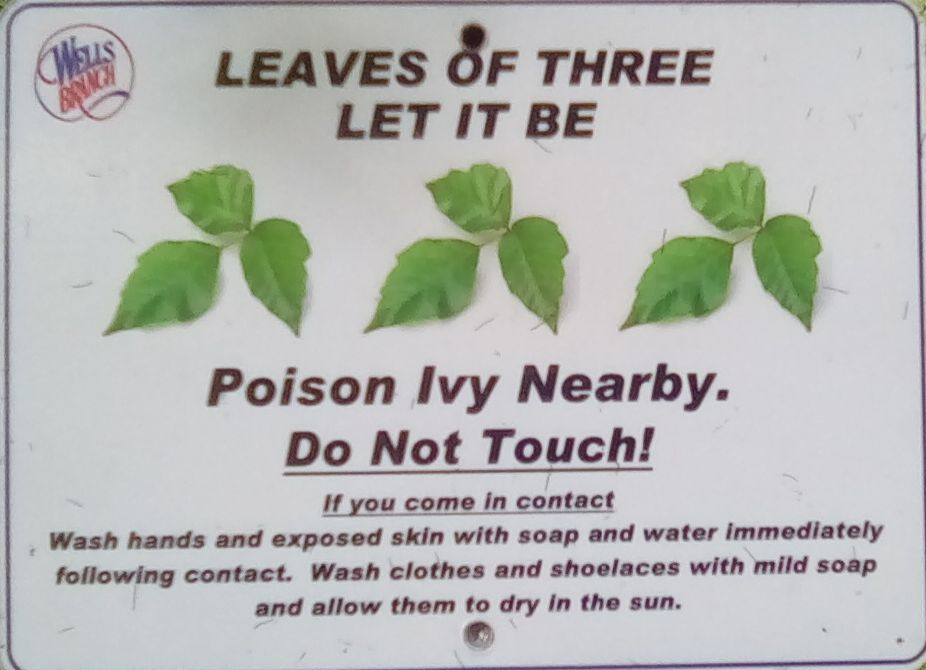
Попередження про отруйник
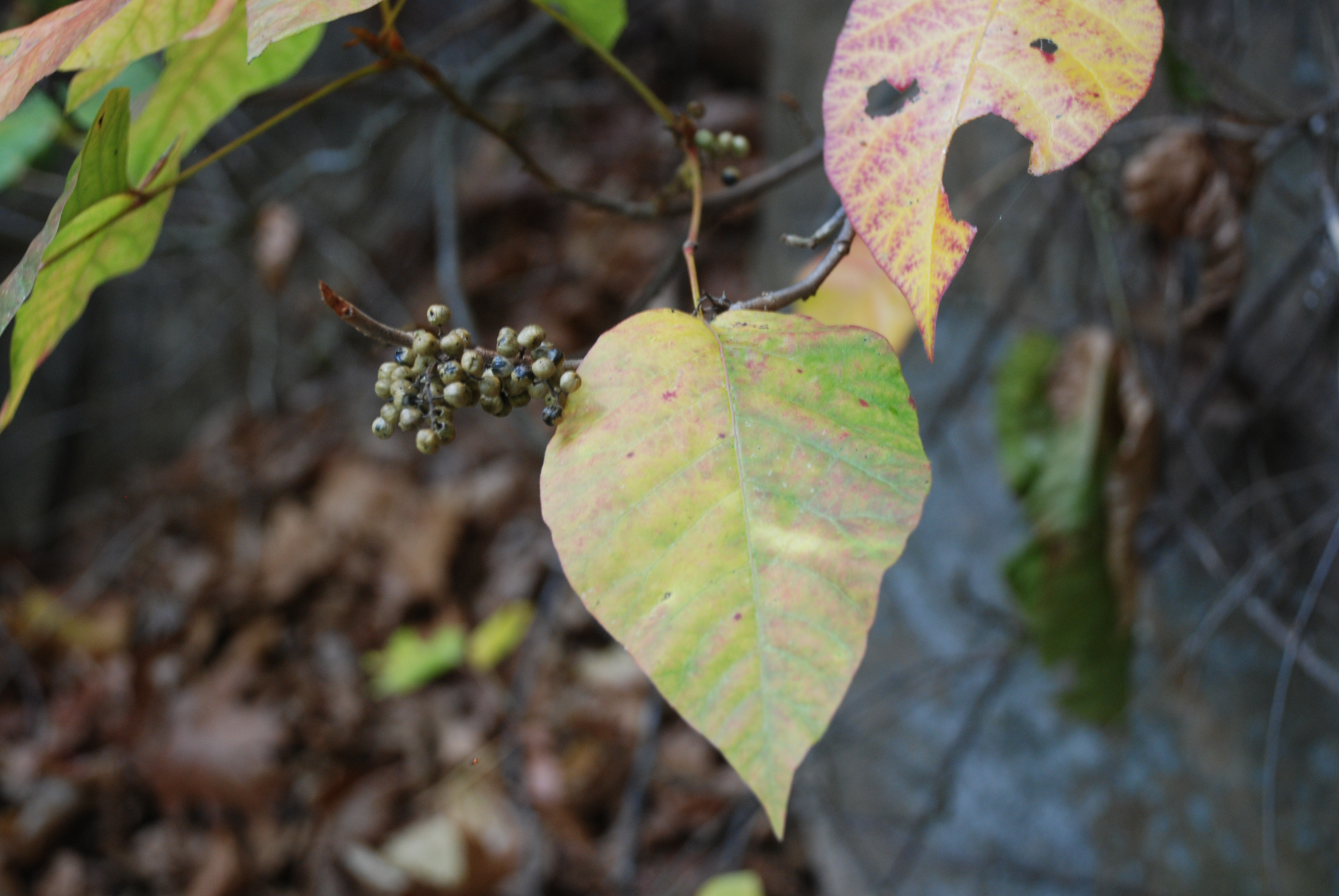
Листя та ягоди T. radicans
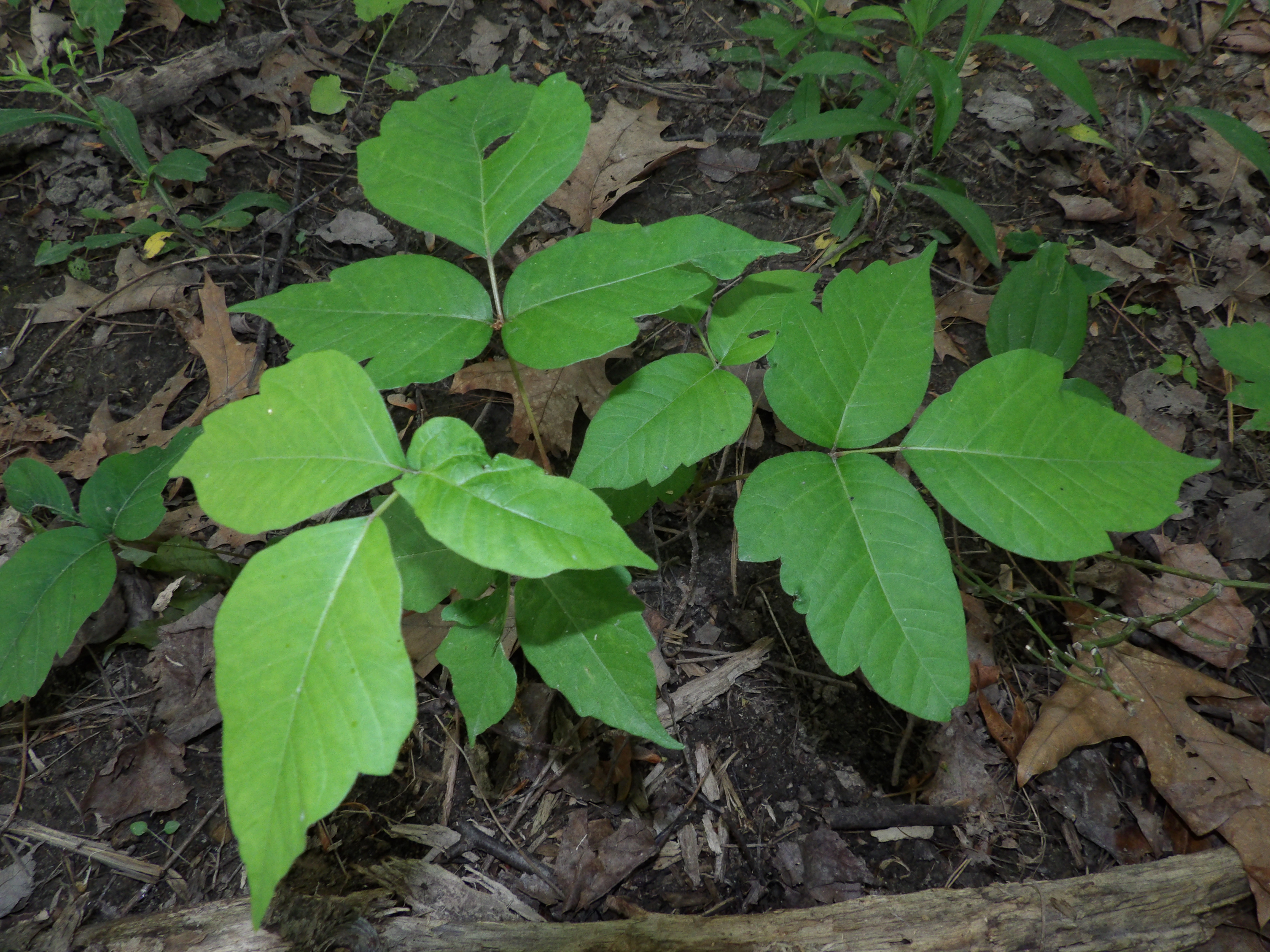
Листя T. radicans

#### Схожі алергенні рослини
- - Toxicodendron rydbergii (western poison ivy)
  - Smodingium argutum (African poison ivy)
  - Toxicodendron pubescens (poison oak – eastern)
  - Toxicodendron diversilobum (poison oak – western)
  - Toxicodendron vernix (poison sumac)
  - Gluta spp (rengas tree)
  - Toxicodendron vernicifluum (Japanese lacquer tree)
  - Lithraea molleoides (aruera – South America)[8]

## Таксономія
Підвиди   
- - T. r. subsp. barkleyi Gillis
  - T. r. subsp. divaricatum (Greene) Gillis
  - T. r. subsp. eximium (Greene) Gillis
  - T. r. subsp. hispidum (Greene) Gillis
  - T. r. subsp. negundo (Greene) Gillis
  - T. r. subsp. pubens (Engelm. ex S. Watson) Gillis
  - T. r. subsp. radicans
  - T. r. subsp. verrucosum (Scheele) Gillis

## Поширення та середовище існування
T. radicans росте по всій території Північної Америки, включаючи Приморські провінції Канади, Квебек, Онтаріо та всі штати США на схід від Скелястих гір, а також у гірських районах Мексики  на висоті приблизно 1 500 м (4 900 фут). Зазвичай він трапляється в лісистих місцевостях, особливо на узліссях, де лінія лісу порушується і пропускає сонячне світло. Він також росте на кам'янистих ділянках, відкритих полях та порушених ділянках.
Може рости як підлісок у лісі, хоча його тіньовитривалість лише часткова. Рослина надзвичайно поширена в приміських та заміських околицях Нової Англії, Середньоатлантичного регіону та південно-східних Сполучених Штатів . Подібні види Т. diversilobum та T.<span typeof="mw:Entity" id="mwAVg">&nbsp;</span>rydbergii зустрічаються на заході Північної Америки, а T.<span typeof="mw:Entity" id="mwAVs">&nbsp;</span>orientale на Тайвані, в Японії, Кореї та на Сахаліні.
T. radicans рідко росте на висоті понад 1 500 м (4 900 фут), хоча обмеження висоти відрізняється в різних місцях. Рослини можуть рости як кущ приблизно до 1,2 м (3,9 фут) заввишки, як ґрунтопокривна рослина 10—25 см (3,9—9,8 дюйм) заввишки, або як ліана, що спинається на різні опори. Старіші лози на міцних опорах випускають бічні гілки, які на перший погляд можна сплутати з гілками дерев.
Він росте в найрізноманітніших типах ґрунту, а pH ґрунту від 6,0 ( кислий ) до 7,9 (помірно лужний ). Він не особливо чутливий до вологості ґрунту, хоча й не росте в пустельних або посушливих умовах. Він може рости в районах, що піддаються сезонним повеням або періодично затоплюються солонуватою водою.
Отруйник укорінливий став більш поширеним, порівняно з часами, коли європейці вперше прибули до Північної Америки. Розвиток нерухомості, що прилягає до диких, неосвоєних земель, породив «граничні ефекти», що дозволило отруйнику утворювати величезні, пишні колонії в цих районах. Він занесений до списку шкідливих бур'янів у штатах Міннесота та Мічиган США, а також у канадській провінції Онтаріо.
Отруйник укорінливий особливо чутливий до рівня вуглекислого газу, отримуючи велику користь від його вищих концентрацій в атмосфері. Вищі рівні вуглекислого газу збільшують швидкість росту рослин і змушують їх виробляти більше ненасиченого урушіолу, що викликає сильніші реакції у людей. Ріст і сила дії отруйника вже подвоїлися з 1960-х років, і можуть подвоїтися ще раз, як тільки рівень вуглекислого газу досягне 560 ppm.

## Екологія
Плоди є улюбленою зимовою їжею деяких птахів та інших тварин, зокрема диких індиків. Насіння поширюється переважно тваринами і зберігає життєздатність після проходження через травний тракт. Птахи можуть поширювати насіння через відригування.

## Токсичність

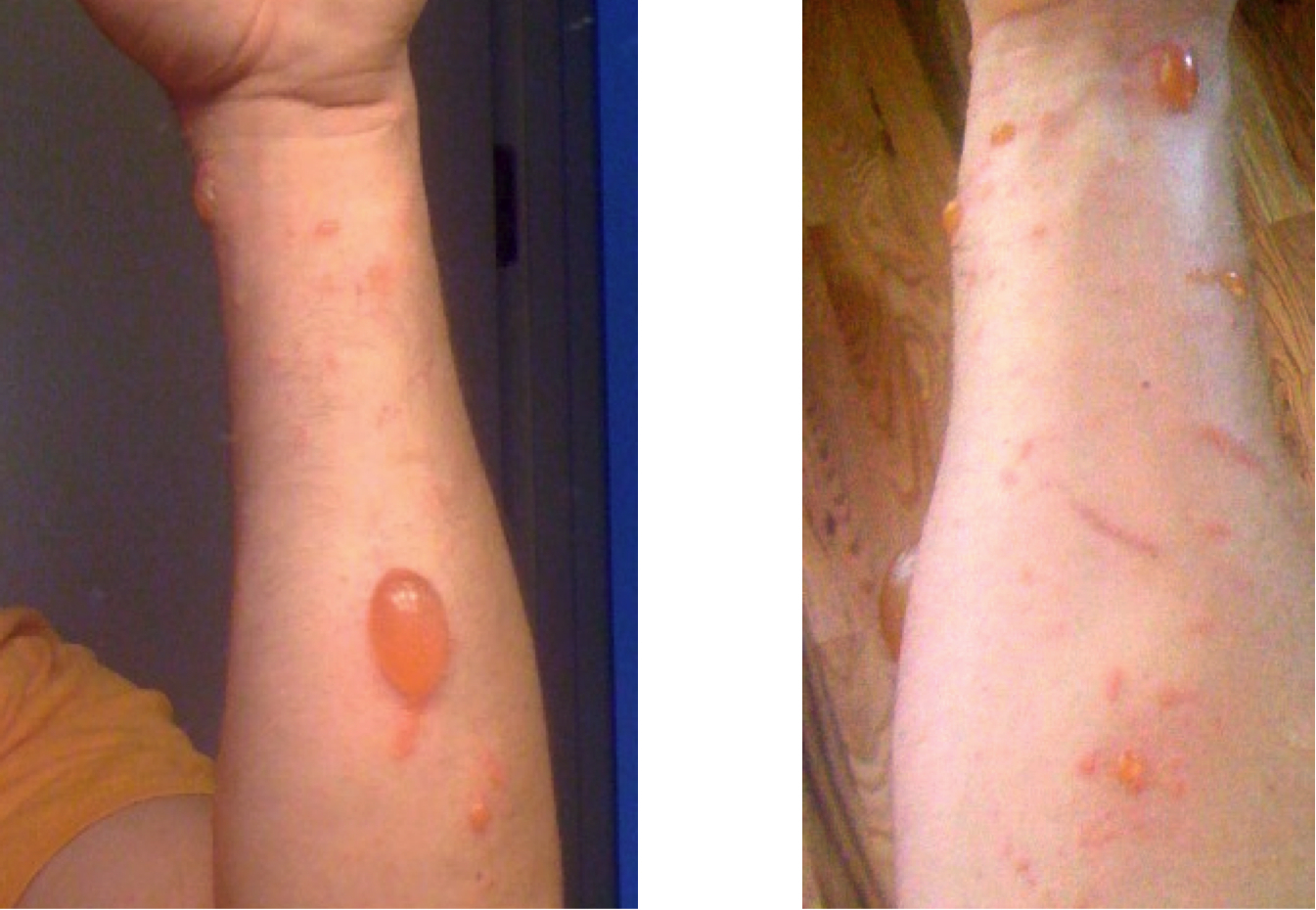
Пухирі від контакту з отруйником

Контактний дерматит, викликаний урушіолом, – це алергічна реакція, спричинена отруйником. У крайніх випадках реакція може прогресувати аж до анафілаксії. Близько 15-25 відсотків людей не мають алергічної реакції на урушіол, але у більшості людей реакція вираженіша при багаторазовому або більш концентрованому впливі, порівняно з першим контактом. Зазвичай висип від олії урушіолу триває приблизно від п'яти до дванадцяти днів, але в крайніх випадках може тривати місяць або довше.
Щорічно у Сполучених Штатах понад 350 000 людей страждають від урушіолу.
Пентадецилкатехоли олеорезину в соку отруйника та споріднених рослин викликають алергічну реакцію; рослини виробляють суміш пентадецилкатехолів, яку разом називають урушіолом. Після пошкодження сік просочується на поверхню рослини, де урушіол після контакту з киснем перетворюється на чорнуватий лак.
Урушіол пристає до шкіри при контакті, чим викликає сильний свербіж, який переходить у червонувате запалення або безбарвні ґулі, а потім утворення пухирів . Ці ураження можна лікувати каламіновим лосьйоном, компресами з розчином Бурова, спеціалізованими комерційними кремами від свербіння, викликаного отруйником, або ваннами для зменшення дискомфорту, хоча нещодавні дослідження показали, що деякі традиційні ліки насправді неефективні. Безрецептурні засоби для полегшення свербіння, або просто вівсяні ванни з харчовою содою, зараз рекомендуються дерматологами для лікування реакції на контакт з отруйником укорінливим.
Рослинним засобом, який згадується для боротьби з контактним дерматитом, викликаним урушіолом, є розрив-трава, хоча вплив екстракту розрив-трави не підтвердив позитивного ефекту в клінічних дослідженнях. Інші стверджують, що профілактика уражень легка, якщо практикувати вчасне ефективне змивання, використовувати звичайне мило, старанно витерти рушником та тричі сполоскувати шкіру протягом 2–8 годин після впливу.
Рідина, що виділяється при розчухуванні пухирів, не поширює отрути. Рідина в пухирях виробляється організмом і не є самим урушіолом. Поява висипу, що поширюється, свідчить про те, що деякі ділянки отримали більше отрути та відреагували швидше, ніж інші, або що зараження все ще відбувається внаслідок контакту з предметами, на які поширилася первісна отрута. Уражені можуть несвідомо поширювати урушіол всередині будинку, на телефонах, дверних ручках, диванах, стільницях, столах тощо, таким чином фактично неодноразово контактуючи з отруйним плющем і продовжуючи тривалість висипу. Якщо це сталося, слід протерти поверхні відбілювачем або комерційним засобом для видалення урушіолу. Пухирі та виділення виникають внаслідок утворення тріщин у кровоносних судинах та протікання рідини через шкіру; якщо шкіру охолодити, судини звужуються та протікають менше. Якщо рослинний матеріал з урушіолом спалити, а потім вдихнути дим, цей висип з'явиться на слизовій оболонці легень, викликаючи сильний біль і, можливо, навіть смертельне ускладнення дихання. Якщо з'їсти отруйний плющ, може бути пошкоджена слизова оболонка рота та травного тракту. Висип від дії урушіолу зазвичай розвивається протягом тижня після впливу та може тривати 1–4 тижні, залежно від тяжкості та ефективності лікування. У рідкісних випадках сильної реакції на урушіол постраждалі можуть вимагати госпіталізації.
Олія урушіолу може залишатися активною протягом кількох років, тому контакт із мертвим листям або лозами може викликати реакцію. Крім того, олія, що потрапила з рослини на інші предмети (наприклад, шерсть домашніх тварин), може спричинити висип, якщо вона потрапить на шкіру. Одяг, інструменти та інші предмети, що контактували з олією, слід випрати чи позмивати, щоб запобігти подальшим реакціям.
Люди, чутливі до урушіолу, також можуть відчувати подібний висип від манго. Манго належать до тієї самої родини (Anacardiaceae), що й отруйники; сік мангового дерева та шкірка манго містять хімічну сполуку, подібну до урушіолу. Споріднена алергенна сполука присутня в сирій шкаралупі кеш'ю. Подібні реакції час від часу спостерігалися при контакті зі спорідненим сумахом Rhus aromatica та японським лаковим деревом Toxicodendron vernicifluum. Ці інші рослини також належать до родини Anacardiaceae.

### Лікування
Негайне промивання холодною водою з милом або медичним спиртом може допомогти запобігти реакції. Під час реакції каламіновий лосьйон або дифенгідрамін можуть допомогти пом'якшити симптоми. У крайніх випадках можуть бути доцільними кортикостероїди, намазані на шкіру або прийняті перорально. В'яжучий засіб, що містить ацетат алюмінію (наприклад, розчин Бурова), також може полегшити та заспокоїти неприємні симптоми висипу.

## Зовнішні посилання
- Anacardiaceae в BoDD – База даних ботанічної дерматології
- Зображення Toxicodendron radicans на сайті bioimages. vanderbilt.edu
- Отруйний плющ, Міністерство сільського господарства, продовольства та сільських справ Онтаріо
- Поширені бур'яни північної частини Сполучених Штатів та Канади: західний отруйний дуб, отруйний плющ та отруйний сумах. (Родина Anacardiaceae)
- Великий сайт з численними фотографіями, фактами, продуктами, зображеннями висипу та ЧАПами про отруйний плющ.